# قرار مجلس الأمن التابع للأمم المتحدة رقم 341
قرار مجلس الأمن الدولي رقم 341، أعلن في 27 أكتوبر، 1973، بعد تقرير الأمين العام بشأن تنفيذ القرار رقم 340، وقرر المجلس أنه سيتم إنشاء قوة لحفظ السلام لفترة ستة أشهر وتستمر بعد ذلك إذا رغب المجلس في استمرارها. تم اعتماد القرار بـ 14 صوتًا مقابل صفر، مع عدم مشاركة جمهورية الصين الشعبية في التصويت.